# Indische Cricket-Nationalmannschaft in Pakistan in der Saison 2003/04
Die Tour der indischen Cricket-Nationalmannschaft nach Pakistan in der Saison 2003/04 fand vom 13. März bis zum 16. April 2004 statt. Die internationale Cricket-Tour war Bestandteil der Internationalen Cricket-Saison 2003/04 und umfasste drei Tests und fünf ODIs. Indien gewann die Test-Serie 2–1 und die ODI-Serie 3–2.

## Vorgeschichte
Pakistan spielte zuvor eine Tour in Neuseeland, Indien ein Drei-Nationen-Turnier in Australien.
Das letzte Aufeinandertreffen der beiden Mannschaften bei einer Tour fand in der Saison 1998/99 in Indien statt.
Das große Thema vor der Tour war die Sicherheit. Ein indisches Team untersuchte die Spielstätten und akzeptierte die vorgefundenen Bedingungen.
Vor allem Peschawar und Karatschi waren bis zuletzt fraglich, jedoch erhielten beide Städte ein ODI.

## Stadien
Die folgenden Stadien wurden für die Tour als Austragungsort vorgesehen und am 15. Juli 2003 bekanntgegeben.
| Stadion                    | Stadt      | Kapazität | Spiele               |
| -------------------------- | ---------- | --------- | -------------------- |
| National Stadium           | Karatschi  | 34.228    | 1. ODI               |
| Gaddafi Stadium            | Lahore     | 60.000    | 2. Test; 4. & 5. ODI |
| Multan Cricket Stadium     | Multan     | 30.000    | 1. Test              |
| Arbab Niaz Stadium         | Peschawar  | 20.000    | 3. ODI               |
| Rawalpindi Cricket Stadium | Rawalpindi | 25.000    | 3. Test; 2. ODI      |

## Kaderlisten
Pakistan benannte seinen Kader am 7. Februar 2004.
Indien benannte seinen Kader am 22. März 2004.
| Test | Test | ODI | ODI |
| Pakistan | Indien | Pakistan | Indien |
| --- | --- | --- | --- |
| - Inzamam-ul-Haq (K) - Abdul Razzaq - Asim Kamal - Danish Kaneria - Fazl-e-Akbar - Imran Farhat - Kamran Akmal (wk) - Mohammad Sami - Mohammad Yousuf - Moin Khan (wk) - Saqlein Mushtaq - Shabbir Ahmed - Shoaib Akhtar - Taufeeq Umar - Umar Gul - Yasir Hameed | - Sourav Ganguly (K) - Rahul Dravid (VK) - Ajit Agarkar - Lakshmipathy Balaji - Aakash Chopra - Zaheer Khan - Anil Kumble - VVS Laxman - Ashish Nehra - Parthiv Patel (wk) - Irfan Pathan - Virender Sehwag - Sachin Tendulkar - Yuvraj Singh | - Inzamam-ul-Haq (K) - Abdul Razzaq - Imran Farhat - Mohammad Sami - Mohammad Yousuf - Moin Khan (wk) - Naved-ul-Hasan - Shabbir Ahmed - Shahid Afridi - Shoaib Akhtar - Shoaib Malik - Taufeeq Umar - Yasir Hameed - Younis Khan | - Sourav Ganguly (K) - Hemang Badani - Lakshmipathy Balaji - Rahul Dravid (wk) - Mohammad Kaif - Murali Kartik - Zaheer Khan - VVS Laxman - Ashish Nehra - Irfan Pathan - Ramesh Powar - Virender Sehwag - Sachin Tendulkar - Yuvraj Singh |

## Tour Matches
| 11. März Scorecard | Lahore | Indians 335-6 (50)               | – | Pakistan A 336-4 (46) |
|                    |        | Pakistan A gewinnt mit 6 Wickets |   |                       |

## One-Day Internationals

### Erstes ODI in Karatschi
| 13. März Scorecard | Karatschi | Indien 349-7 (50)         | – | Pakistan 344-8 (50) |
|                    |           | Indien gewinnt mit 5 Runs |   |                     |

### Zweites ODI in Rawalpindi
| 16. März Scorecard | Rawalpindi | Pakistan 329-6 (50)          | – | Indien 317 (48.4) |
|                    |            | Pakistan gewinnt mit 12 Runs |   |                   |

### Drittes ODI in Peschawar
| 19. März Scorecard | Peschawar | Indien 244-9 (50)              | – | Pakistan 247-6 (47.2) |
|                    |           | Pakistan gewinnt mit 4 Wickets |   |                       |

### Viertes ODI in Lahore
| 21. März Scorecard | Lahore | Pakistan 293-9 (50)          | – | Indien 294-5 (45) |
|                    |        | Indien gewinnt mit 5 Wickets |   |                   |

### Fünftes ODI in Lahore
| 24. März Scorecard | Lahore | Indien 293-7 (50)          | – | Pakistan 253 (47.5) |
|                    |        | Indien gewinnt mit 40 Runs |   |                     |

## Tests

### Erster Test in Multan
| 28. März – 1. April Scorecard | Multan | Indien 675-5d (161.5) & 216 (77)             | – | Pakistan 407 (126.3) |
|                               |        | Indien gewinnt mit einem Innings und 52 Runs |   |                      |

### Zweiter Test in Lahore
| 5. – 8. April Scorecard | Lahore | Indien 287 (64.1) & 241 (62.4) | – | Pakistan 489 (160.1) & 40-1 (7) |
|                         |        | Pakistan gewinnt mit 9 Wickets |   |                                 |

Parthiv Patel wurde auf Grund von offenen Zeigens einer Unzufriedenheit mit einer Schiedsrichterentscheidung mit einer Geldstrafe belegt.

### Dritter Test in Rawalpindi
| 13. – 16. April Scorecard | Rawalpindi | Pakistan 224 (72.5) & 245 (54)                | – | Indien 600 (177.2) |
|                           |            | Indien gewinnt mit einem Innings und 131 Runs |   |                    |

## Statistiken
Die folgenden Cricketstatistiken wurden bei dieser Tour erzielt.
| Tests               | Tests      | Tests   | Tests   | Tests   | Tests   | Tests   | Tests   | Tests   |
| Batting             | Batting    | Batting | Batting | Batting | Batting | Batting | Batting | Batting |
| Spieler             | Mannschaft | Spiele  | Innings | Runs    | Average | HS      | 100s    | 50s     |
| ------------------- | ---------- | ------- | ------- | ------- | ------- | ------- | ------- | ------- |
| Virender Sehwag     | Indien     | 3       | 4       | 438     | 109,50  | 309     | 1       | 1       |
| Rahul Dravid        | Indien     | 3       | 4       | 309     | 77,25   | 270     | 1       | 0       |
| Yousuf Youhana      | Pakistan   | 3       | 5       | 280     | 56,00   | 112     | 1       | 1       |
| Yuvraj Singh        | Indien     | 3       | 4       | 230     | 57,50   | 112     | 1       | 1       |
| Inzamam-ul-Haq      | Pakistan   | 3       | 5       | 219     | 43,80   | 118     | 1       | 1       |
| Bowling             |            |         |         |         |         |         |         |         |
| Spieler             | Mannschaft | Spiele  | Overs   | Wickets | Average | BBI     | 5W      | 10W     |
| Anil Kumble         | Indien     | 3       | 130.3   | 15      | 25,93   | 6/72    | 1       | 0       |
| Irfan Pathan        | Indien     | 3       | 134     | 12      | 28,50   | 4/100   | 0       | 0       |
| Lakshmipathy Balaji | Indien     | 3       | 106     | 12      | 30,75   | 4/63    | 0       | 0       |
| Danish Kaneria      | Pakistan   | 2       | 81.5    | 7       | 35,42   | 3/14    | 0       | 0       |
| Shoaib Akhtar       | Pakistan   | 3       | 86.2    | 7       | 42,42   | 3/47    | 0       | 0       |
| Mohammad Sami       | Pakistan   | 3       | 123     | 7       | 62,14   | 2/92    | 0       | 0       |

| ODIs                | ODIs       | ODIs    | ODIs    | ODIs    | ODIs    | ODIs    | ODIs    | ODIs    |
| Batting             | Batting    | Batting | Batting | Batting | Batting | Batting | Batting | Batting |
| Spieler             | Mannschaft | Spiele  | Innings | Runs    | Average | HS      | 100s    | 50s     |
| ------------------- | ---------- | ------- | ------- | ------- | ------- | ------- | ------- | ------- |
| Inzamam-ul-Haq      | Pakistan   | 5       | 5       | 340     | 68,00   | 123     | 2       | 0       |
| Rahul Dravid        | Indien     | 5       | 5       | 248     | 62,00   | 99      | 0       | 2       |
| Yasir Hameed        | Pakistan   | 5       | 5       | 238     | 47,60   | 98      | 0       | 2       |
| Sachin Tendulkar    | Indien     | 5       | 5       | 213     | 42,60   | 141     | 1       | 0       |
| Sourav Ganguly      | Indien     | 5       | 5       | 165     | 33,00   | 45      | 0       | 0       |
| Bowling             |            |         |         |         |         |         |         |         |
| Spieler             | Mannschaft | Spiele  | Overs   | Wickets | Average | BBI     | 5W      | 10W     |
| Mohammad Sami       | Pakistan   | 5       | 49.4    | 11      | 27,18   | 3/41    | 0       | 0       |
| Shoaib Akhtar       | Pakistan   | 5       | 48      | 9       | 29,33   | 3/49    | 0       | 0       |
| Irfan Pathan        | Indien     | 3       | 30      | 8       | 17,87   | 3/32    | 0       | 0       |
| Zaheer Khan         | Indien     | 5       | 45      | 7       | 41,57   | 3/66    | 0       | 0       |
| Lakshmipathy Balaji | Indien     | 5       | 45.1    | 6       | 45,00   | 3/62    | 0       | 0       |

## Player of the Series
Als Player of the Series wurden die folgenden Spieler ausgezeichnet.
| Serie | Player of the Series |
| ----- | -------------------- |
| Test  | Virender Sehwag      |
| ODI   | Inzamam-ul-Haq       |

### Player of the Match
Als Player of the Match wurden die folgenden Spieler ausgezeichnet.
| Spiel   | Player of the Match |
| ------- | ------------------- |
| 1. ODI  | Inzamam-ul-Haq      |
| 2. ODI  | Sachin Tendulkar    |
| 3. ODI  | Yasir Hameed        |
| 4. ODI  | Inzamam-ul-Haq      |
| 5. ODI  | VVS Laxman          |
| 1. Test | Virender Sehwag     |
| 2. Test | Umar Gul            |
| 3. Test | Rahul Dravid        |